# Casa Barceló (Girona)
La Casa Barceló és un edifici del municipi de Girona que forma part de l'Inventari del Patrimoni Arquitectònic de Catalunya.

## Descripció
És un edifici format per tres obertures de proporcions horitzontals i una important barbacana. Forma una obertura correguda. De la façana destaquem els interessants esgrafiats emmarcats per cintes geomètriques amb decoracions a base de cistells, gerros i flors. La planta baixa segueix els porxos de la plaça. Sobre un antic edifici, l'arquitecte Joan Roca i Pinet realitzà una reforma, evitant mimetismes historicistes, plenament integrada en el context.